# Marisa Grinstein
Marisa Grinstein (3 de octubre de 1964) es una escritora, novelista y periodista argentina egresada de la Universidad de La Plata. Trabajó en El Heraldo de Buenos Aires y se desempeñó durante diez años como redactora especial de política nacional en la revista Noticias.

## Libros
En el año 2000, la editorial Norma publicó su primera obra titulada "Mujeres asesinas", que reunía a catorce mujeres criminales de Argentina. Cinco años más tarde vendió los derechos del libro a la productora televisiva Pol-ka, que adaptaría en la pantalla los casos que se incluyeron en el libro. Ante esto, Grinstein se alía con la guionista y productora Liliana Escliar, para reconstruir los casos, formar los guiones e investigar a más mujeres. 
Viendo la aceptación del público televidente, en el 2006, Grinstein lanzó al mercado el segundo libro titulado "Mujeres asesinas 2: los nuevos casos" que, como el primer volumen, juntaba a catorce asesinas argentinas. 
En el 2007, publicó el último tomo titulado "Mujeres asesinas 3". Sus libros pasaron a formar parte de los libros más vendidos en Argentina.[cita requerida]
En el año 2008 viajó a la ciudad de México para publicar su libro "Mujeres asesinas", que había sido publicado junto a la primera temporada de la adaptación mexicana de la serie. Según medios, Grinstein se enfadó cuando llegó a México, consecuencia de que en una cafetería vio un libro que creyó inocentemente que era el suyo. El libro era del mexicano Humberto Pagdett: "Historias mexicanas de mujeres asesinas". Parecido al suyo solo que involucraba a asesinas mexicanas, y Grinstein pensó que le habían robado su idea inicial lo cual provocó su enfado temporal. En la revelación del libro en un reconocido local, Grinstein fue acompañada con la actriz mexicana Damayanti Quintanar, quien fuera protagonista del capítulo "Patricia, vengadora". El libro tenía un diseño distinto al suyo: era en los colores y la letra de la serie mexicana. El libro incluyó las historias que fueron adaptadas en México. En el segundo libro publicado en México, las historias cambian y no son respetadas en títulos y nombres, y casos nuevos fueron incluidos. En esta ocasión, Grinstein no visitó México para la publicación de su novela.
En el año 2009, Grinstein publicó su cuarto libro llamado "Delirios", que esta vez reúne a personas reales que sufren o sufrieron problemas mentales y eran llevadas al límite de alucinaciones y fantasías. El libro contiene nueve historias distintas.
En 2011 obtiene junto a Liliana Escliar el Premio Konex - Diploma al Mérito en la disciplina Guionista de Televisión, otorgado por la Fundación Konex.
En 2017 junto a Liliana Escliar escriben la versión argentina de Cuéntame cómo pasó.